# Erik Neutsch
Erik Neutsch (Schönebeck, 21 giugno 1931 – Halle, 20 agosto 2013) è stato uno scrittore tedesco.

## Biografia
Figlio di operai, studiò scienze sociali, filosofia e giornalismo all'Università di Lipsia.  Aderì al Partito Socialista Unificato di Germania nel 1949, e ne fu per un periodo attivista.  Tra gli autori di maggior successo della Germania dell'Est, aderì con grande zelo ai dettami culturali della RDT, e i suoi lavori rispecchiano il realismo socialista propugnato dal partito e dalla Via di Bitterfeld. Fu membro dell'Accademia delle Arti della RDT dal 1974 fino al suo scioglimento nel 1990.
È maggiormente noto per il ciclo di romanzi Der Friede im Osten, composto di 4 titoli e di cui ne erano stati pianificati altri 2, e per Spur der Steine, romanzo adattato in un controverso film dallo stesso titolo diretto da Frank Beyer. Protagonisti dei suoi lavori erano spesso membri della classe operaia. Nella sua variegata carriera fu autore di storie brevi, poesie, saggi, libri per bambini e sceneggiature cinematografiche. Nel 1981 gli fu conferito il Premio nazionale della Repubblica Democratica Tedesca.